# Tsutsumi Shunsuke
Shunsuke Tsutsumi (堤 俊輔 Tsutsumi Shunsuke, sinh ngày 8 tháng 6 năm 1987) là một cầu thủ bóng đá người Nhật Bản. Anh là một hậu vệ và hiện tại thi đấu cho đội bóng tại J. League Division 2 Avispa Fukuoka sau vụ chuyển nhượng từ Urawa Red Diamonds năm 2012.

## Thống kê sự nghiệp

### Câu lạc bộ
Cập nhật đến ngày 23 tháng 2 năm 2018.
| Câu lạc bộ          | Mùa giải            | Giải vô địch | Giải vô địch | Cúp Hoàng đế Nhật Bản | Cúp Hoàng đế Nhật Bản | J. League Cup | J. League Cup | AFC     | AFC       | Khác*   | Khác*     | Tổng    | Tổng      |
| Câu lạc bộ          | Mùa giải            | Số trận      | Bàn thắng    | Số trận               | Bàn thắng             | Số trận       | Bàn thắng     | Số trận | Bàn thắng | Số trận | Bàn thắng | Số trận | Bàn thắng |
| ------------------- | ------------------- | ------------ | ------------ | --------------------- | --------------------- | ------------- | ------------- | ------- | --------- | ------- | --------- | ------- | --------- |
| Urawa Red Diamonds  | 2006                | 0            | 0            | 0                     | 0                     | 0             | 0             | -       | -         | -       | -         | 0       | 0         |
| Urawa Red Diamonds  | 2007                | 0            | 0            | 0                     | 0                     | 2             | 0             | 0       | 0         | 1       | 0         | 3       | 0         |
| Urawa Red Diamonds  | 2008                | 18           | 0            | 1                     | 0                     | 5             | 0             | 1       | 0         | -       | -         | 26      | 0         |
| Urawa Red Diamonds  | 2009                | 0            | 0            | 0                     | 0                     | 0             | 0             | -       | -         | -       | -         | 0       | 0         |
| Urawa Red Diamonds  | 2010                | 1            | 0            | -                     | -                     | 1             | 0             | -       | -         | -       | -         | 2       | 0         |
| Roasso Kumamoto     | 2010                | 18           | 0            | 2                     | 0                     | -             | -             | -       | -         | -       | -         | 20      | 0         |
| Urawa Red Diamonds  | 2011                | 0            | 0            | -                     | -                     | 0             | 0             | -       | -         | -       | -         | 0       | 0         |
| Tochigi SC          | 2011                | 5            | 0            | 1                     | 0                     | -             | -             | -       | -         | -       | -         | 6       | 0         |
| Avispa Fukuoka      | 2012                | 23           | 0            | 1                     | 0                     | -             | -             | -       | -         | -       | -         | 24      | 0         |
| Avispa Fukuoka      | 2013                | 40           | 1            | 0                     | 0                     | -             | -             | -       | -         | -       | -         | 40      | 1         |
| Avispa Fukuoka      | 2014                | 42           | 4            | 0                     | 0                     | -             | -             | -       | -         | -       | -         | 42      | 4         |
| Avispa Fukuoka      | 2015                | 40           | 0            | 2                     | 0                     | -             | -             | -       | -         | -       | -         | 42      | 0         |
| Avispa Fukuoka      | 2016                | 15           | 0            | 2                     | 0                     | 3             | 0             | -       | -         | -       | -         | 20      | 0         |
| Avispa Fukuoka      | 2017                | 17           | 0            | 2                     | 0                     | -             | -             | -       | -         | -       | -         | 19      | 0         |
| Tổng cộng sự nghiệp | Tổng cộng sự nghiệp | 219          | 5            | 11                    | 0                     | 11            | 0             | 1       | 0         | 1       | 0         | 243     | 5         |

*Bao gồm các giải đấu khác, bao gồm A3 Vô địch Cup.

### Quốc tế
| Đội tuyển quốc gia | Năm | Số trận | Bàn thắng |
| ------------------ | --- | ------- | --------- |
| U-20 Nhật Bản      |     |         |           |
| 2005               | 2   | 0       |           |
| 2006               | 5   | 0       |           |
| Tổng               | 7   | 0       |           |

### Số lần ra sân trong các giải đấu lớn
| Đội bóng | Giải đấu                                       | Thể loại | Số trận | Số trận | Bàn thắng | Thành tích đội bóng |
| Đội bóng | Giải đấu                                       | Thể loại | Start   | Sub     | Bàn thắng | Thành tích đội bóng |
| -------- | ---------------------------------------------- | -------- | ------- | ------- | --------- | ------------------- |
| Nhật Bản | Vòng loại Giải vô địch bóng đá trẻ châu Á 2006 | U-18     | 2       | 0       | 0         | Vào vòng trong      |
| Nhật Bản | Giải vô địch bóng đá trẻ châu Á 2006           | U-19     | 5       | 0       | 0         | Á quân              |

## Giải thưởng và danh hiệu

### Câu lạc bộ
Urawa Red Diamonds
- J. League Division 1: 1

2006
- Cúp Hoàng đế Nhật Bản: 2

2005, 2006
- Giải vô địch bóng đá các câu lạc bộ châu Á: 1

2007
- Siêu cúp Nhật Bản: 1

2006